# Tegetthoff-klass
Tegetthoff-klassen, ofta felaktigt kallad Viribus Unitis-klassen, var en klass av slagskepp i den österrikisk-ungerska marinen. De var Österrike-Ungerns första och enda dreadnoughts (turbindrivna slagskepp med minst 10 grova kanoner) och de första slagskeppen i världen med huvudartilleriet placerat i trippeltorn. Klassen bestod av fyra fartyg; SMS Viribus Unitis, SMS Tegetthoff, SMS Prinz Eugen och SMS Szent István. Huvudbestyckningen utgjordes av tolv 30,5 cm kanoner i fyra trippeltorn, två i fören och två i aktern, och den sekundära bestyckningen av tolv 15 cm kanoner i kasematter midskepps. Fartygen levererades till marinen åren 1912–1915. Szent István byggdes på Ganz-Danubius varv i Kroatien och de tre övriga fartygen på varvet Stablimento Tecnico Triestino i Trieste.
Fartygen fick korta och tämligen händelselösa karriärer. Med undantag för ett sjöbombardemang av den italienska hamnstaden Ancona i maj 1915, kom de att tillbringa merparten av första världskriget i hamn vid flottbasen Pola (Pula). Den 10 juni 1918 sänktes Szent István av italienska motortorpedbåtar utanför ön Premuda med en förlust av 89 människoliv. Efter Österrike-Ungerns kapitulation och upplösning samma höst övertogs de återstående fartygen av den nybildade jugoslaviska flottan. Den 1 november sjönk Viribus Unitis i Polas hamn efter att italienska grodmän fäst en sprängladdning mot skrovet för att hindra överlämnandet. Prinz Eugen överläts 1920 till Frankrike och sänktes som skjutmål i juni 1922, medan Tegetthoff, överlåten till Italien, skrotades i La Spezia 1924–25. 